# Държавен печат на САЩ
Държавният печат на САЩ (на английски: Great Seal of the United States) служи за потвърждаване на автентичността на документи, издадени от правителството на САЩ и се съхранява от държавния секретар на САЩ. Често се използва и вместо герб на САЩ.

## Описание

### Лицева страна
На лицевата страна е изобразен белоглав орел, който е национален символ на САЩ. В ноктите на левия си крак орелът държи 13 стрели, а в десните – маслинова клонка. Клонката и стрелите символизират, че САЩ „желаят мир, но винаги са готови за война“. Маслиновата клонка традиционно с изобразява с 13 листа и с 13 маслини. Главата на орела е обърната на лява хералдическа страна, на страната на маслиновата клонка, което означава предпочитане на мира, а не на войната.
В клюна си орелът държи лента с надпис на латински E pluribus unum („От многото – единствен“). Над главата на орела са разположени 13 звезди в син облак в 5 реда по 1-4-3-4-1, образувайки 6-лъчна звезда. На гърдите на орела е изобразен щит с редуващи се 6 червени и 7 бели ивици, разположени вертикално, и синя хоризонтална ивица. Понякога щитът се изобразява грешно, като червените ивици са 7, а белите – 6, като освен това на синята ивица пак погрешно се изобразяват звезди. Всички тези грешки са в резултат от погрешни аналогии с Националното знаме на САЩ.

### Обратна страна
На обратната страна на държавния печат е изобразена незавършена пирамида, на върха на която има изобразено око, разположено в триъгълник. Пирамидата има 13 стъпала, традиционно символизиращи 13-те щата-основатели – Масачузетс, Кънектикът, Род Айланд, Ню Хампшър, Ню Йорк, Ню Джърси, Пенсилвания, Делауър, Вирджиния, Мериленд, Северна Каролина, Южна Каролина, Джорджия.
На първото стъпало от пирамидата е поставена годината 1776 с римски цифри – MDCCLXXVI. Окото на върха ѝ символизира Око на Провидението. Надписът Annuit Cœptis означава „то е благосклонно към нашите начинания“. Изразът е разположен на свитък под пирамидата и гласи Novus Ordo Seclorum („Новият порядък навеки“).

## История
На 4 юли 1776, в самия ден на обявяването на независимост САЩ от Англия, Континенталният конгрес на 13-те щата-основатели проектира Държавния печат – националната емблема на държавата. Новата държава Съединени американски щати се нуждае от официален символ, който да потвърди нейния суверенитет. След 6 години и 3 комитета на Конгрерса е установен окончателния проект на печата.
Първият комитет е сформиран от Бенджамин Франклин, Джон Адамс и Томас Джеферсън. Всеки от тях предлага свой вариант на Държавния печат, но никой от тях не е утвърден от Конгреса. През 1782 година секретарят на Конгреса Чарлз Томсън предлага свой вариант на Държавния печат, в който има елементи от всички предложени преди това версии.
Държавният печат е утвърден от Конгреса на 20 юли 1782 година. Веднага след това е отлята медна матрица с диаметър 2,25 дюйма.
За първи път Държавният печат е използван на 16 септември 1782 от Томсън, потвърждаващ подписа на документите, с които Джордж Вашингтон упълномощавал различни негови представители.

## Интересни факти
В Държавния печат някои символи са 13 на брой:
- 13 звезди
- 13 ленти на щита
- 13 стрели
- 13 листа (не е задължително)
- 13 маслинки (не е задължително)
- 13 стъпала на пирамидата

Държавният печат на САЩ е изобразен на банкнотата от 1 долар, като от ляво е обратната страна, а от дясно – лицевата.
Според правилата на хералдиката щитът върху гърдите на орела е с формата на „френски щит“. Такъв щит, пак по тези правила, се поставя само на гербове на държави, градове или организации с хилядолетна история. (САЩ са създадени през 1776 г.)